# Кимбл, Гарри Джеф
Гарри Джеффри Кимбл (англ. Harry Jeffrey Kimble) (23 апреля 1949 — 2 сентября 2024) — американский физик, доктор наук, профессор Калифорнийского технологического института. Научные интересы Кимбла были связаны с квантовой оптикой, квантовой информатикой, квантовой динамикой открытых систем. Он был известен своими новаторскими экспериментами, среди его достижений — одна из первых демонстраций телепортации квантового состояния (хотя первенство оспаривалось Антоном Цайлингером), разработка квантового логического вентиля и создание первого одноатомного лазера.

## Биография
Кимбл с отличием закончил Христианский университет Абилина в 1971 году, а затем получил степени магистра и доктора наук в Рочестерском университете, завершив обучение в 1979 году. Во время работы над диссертацией под руководством Леонарда Манделя Кимбл впервые наблюдал антигруппировку фотонов.
В 1977-1979 году, после окончания аспирантуры, он два года работал старшим научным сотрудником в Исследовательской лаборатории General Motors, а в 1979 году присоединился к преподавательскому составу Техасского университета в Остине. В 1989 году он перешёл в Калифорнийский технологический институт, где в 1997 году стал профессором физики имени Уильяма Л. Валентайна, а в 2021 году — почётным профессором. Он также был первым директором Института квантовой информации и материи при Калтехе.
Кимбл умер в Остине, штат Техас, 2 сентября 2024 года в возрасте 75 лет.

## Научная деятельность
Исследования Кимбла посвящены различным аспектам квантовой оптики. В 1977 году он экспериментально наблюдал антигруппировку фотонов — важное для развития квантовой оптики статистическое свойство фотонов. В середине 1980-х годов Кимбл стал пионером в генерации и экспериментальном исследовании сжатых состояний света, которые можно использовать для уменьшения неопределённости измерений. Для этого он использовал эффект параметрического рассеяния излучения в оптическом резонаторе. В дальнейшем он продемонстрировал возможность использования сжатых состояний в квантовой метрологии для повышения чувствительности детекторов. В частности, его подходы используются в детекторе гравитационных волн коллаборации LIGO.
Кимбл с соавторами разрабатывал методы генерации и использования запутанных пар фотонов. Ими был реализован парадокс ЭПР (1992) и квантовая телепортация (1998) непрерывных переменных. В 2005 году была продемонстрирована квантовая запутанность между разнесёнными в пространстве атомными системами, осуществлённая с помощью фотонов как «переносчиков» запутанности. Такие подходы принципиально важны для реализации квантовых сетей и квантового интернета.
Ряд работ Кимбла посвящён квантовой электродинамике в малых резонаторах, позволяющих реализовать «сильную связь» между отдельными атомами и фотонами. В 1992 году он вместе с коллегами впервые наблюдал вакуумное расщепление Раби в спектре одиночного атома в оптическом резонаторе. На этом была основана целая серия результатов, включающая исследование нелинейно-оптических эффектов на одиночных атомах и фотонах, реализацию одноатомного лазера, использование атомов в резонаторе для генерации одиночных фотонов, квантовой логики, микроскопии.

## Награды и звания
- Премия Эйнштейна по лазерной физике (1989)[5]
- Медаль Альберта Майкельсона от Института Франклина (1990)[5]
- Премия имени Макса Борна от Оптического общества Америки (1995)[5]
- Международная премия по квантовой связи (1998)[5]
- Премия Юлия Эдгара Лилиенфельда от Американского физического общества (2004)[5]
- Премия Герберта Вальтера от Оптического общества Америки (2013)
- Премия Леонарда Манделя по квантовой оптике от Оптического общества Америки (2024)
- Член Американской ассоциации содействия развитию науки, Американского физического общества, Оптического общества Америки, Национальной академии наук США[5]
- Почётный доктор Копенгагенского университета и почётный профессор Нанкинского университета[6]

## Избранные публикации
- Kimble H.J., Dagenais M., Mandel L. Photon antibunching in resonance fluorescence // Physical Review Letters. — 1977. — Vol. 39. — P. 691–695. — doi:10.1103/PhysRevLett.39.691.
- Wu L.-A., Kimble H.J., Hall J.L., Wu H. Generation of squeezed states by parametric down conversion // Physical Review Letters. — 1986. — Vol. 57. — P. 2520–2523. — doi:10.1103/PhysRevLett.57.2520.
- Thompson R.J., Rempe G., Kimble H.J. Observation of normal-mode splitting for an atom in an optical cavity // Physical Review Letters. — 1992. — Vol. 68. — P. 1132–1135. — doi:10.1103/PhysRevLett.68.1132.
- Ou Z.Y., Pereira S.F., Kimble H.J., Peng K.C. Realization of the Einstein-Podolsky-Rosen paradox for continuous variables // Physical Review Letters. — 1992. — Vol. 68. — P. 3663–3666. — doi:10.1103/PhysRevLett.68.3663.
- Furusawa A., Sørensen J.L., Braunstein S.L., Fuchs C.A., Kimble H.J., Polzik E.S. Unconditional quantum teleportation // Science. — 1998. — Vol. 282. — P. 706–709. — doi:10.1126/science.282.5389.706.
- Braunstein S.L., Kimble H.J. Teleportation of continuous quantum variables // Physical Review Letters. — 1998. — Vol. 80. — P. 869–872. — doi:10.1103/PhysRevLett.80.869.
- Chou C.W., De Riedmatten H., Felinto D., Polyakov S.V., Van Enk S.J., Kimble H.J. Measurement-induced entanglement for excitation stored in remote atomic ensembles // Nature. — 2005. — Vol. 438. — P. 828–832. — doi:10.1038/nature04353.
- Kimble H.J. The quantum internet // Nature. — 2008. — Vol. 453. — P. 1023–1030. — doi:10.1038/nature07127.

## Комментарии
1. ↑  Также известен как Х. Джефф Кимбл (H. Jeff Kimble), Х. Дж. Кимбл (H. J. Kimble)[2].